# Kim Dickens
Kimberly Jan "Kim" Dickens, född 18 juni 1965 i Huntsville i Alabama, är en amerikansk skådespelare. I regel har hon oftast biroller i olika filmer men bland de mer kända rollerna hon gjort finns huvudrollen i Things Behind the Sun.

## Biografi
Dickens studerade vid Lee High School och sen vid Vanderbilt University. När hon flyttade till New York fortsatte hon sina studier vid Lee Strasberg Theatre and Film Institute och tog sin examen vid American Academy of Dramatic Arts.
Under slutet av 1990-talet flyttade hon till Los Angeles.

## Filmografi i urval
- 1996 – Voice from the Grave (TV-film)
- 1997 - Spin City, avsnitt Kiss Me, Stupid (gästroll i TV-serie)
- 1997 – Högt pris
- 1998 – Kod Mercury
- 2000 – Hollow Man
- 2000 – The Gift
- 2001 – Things Behind the Sun
- 2003 – Ett hus av sand och dimma
- 2004–2006 – Deadwood (TV-serie)
- 2005 – Thank You for Smoking
- 2006–2009 – Lost (TV-serie) (återkommande gästroll)
- 2008 – 12 Miles of Bad Road (TV-serie)
- 2009 – One Way to Valhalla
- 2009 – The Blind Side
- 2010–2013 – Treme (TV-serie)
- 2013–2014 – Sons of Anarchy (TV-serie)
- 2014 – Gone Girl
- 2015 – House of Cards (TV-serie)
- 2015 – Fear the Walking Dead (TV-serie)
- 2016 – Miss Peregrines hem för besynnerliga barn
- 2018 – Lizzie
- 2019 – The Highwaymen
- 2025 – The Better Sister (TV-serie)